# Меґан Делеанті
Меґан Делеанті (англ. Megan Delehanty, 24 березня 1968) — канадська академічна веслувальниця.
Олімпійська чемпіонка 1992 року в складі вісімки.